# Parc d'État d'Upper Sioux Agency
Le parc d'État de l'Upper Sioux Agency est situé dans l'État du Minnesota aux États-Unis. 

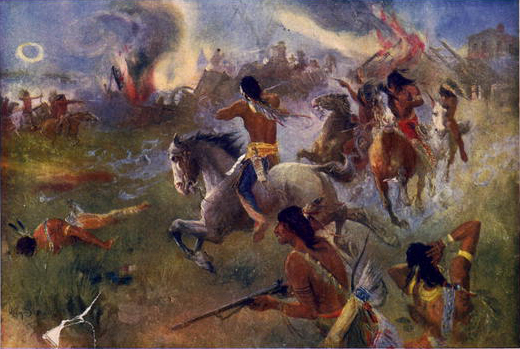
La révolte des Sioux en 1862

Ce parc fut créé en 1963, pour conserver le patrimoine de l'agence de Yellow Medicine (ou d'Upper Sioux), un poste établi en 1854 par le gouvernement américain pour mettre en application le traité de la Traverse des Sioux conclu en 1851 et qui prévoyait de regrouper des tribus Sioux dans une réserve indienne. Cette réserve, appelée Upper Sioux Indian Reservation, fut délimitée le long de la rivière Minnesota et devait permettre l'implantation de colons Blancs sur le territoire des Sioux. 
Face aux spoliations et à la réduction importante de leurs territoires ancestraux, les Sioux se révoltèrent contre les directives gouvernementales américaines. 
En 1862, la révolte tourna à la guerre avec de violents conflits armés entre les tribus Sioux des Sisseton-Wahpeton et les troupes de l'armée américaine. Le poste de l'agence de Yellow Medicine et quelques missions et habitations de Blancs furent détruites. Le conflit se termina par l'écrasement de la révolte amérindienne au cours des années qui suivirent jusqu'au massacre de Wounded Knee en 1890.
Le parc est traversé par la rivière Minnesota.